# Assiminea possietica
Assiminea possietica is een slakkensoort uit de familie van de Assimineidae. De wetenschappelijke naam van de soort is voor het eerst geldig gepubliceerd in 1967 door Golikov & Kussakin in Golikov & Scarlato.